# Професионална баскетболна лига на Русия
Професионалната баскетболна лига (ПБЛ) е най-висшата дивизия в шампионата на Русия по баскетбол, съществувала между 2010 и 2013 г. От 2013 г. руският шампион се определя в Обединена ВТБ Лига.

## История
До 2010 г. най-висшата дивизия в руския баскетбол е „Суперлига А“. След корупционен скандал десетте водещи отбора от шампионата напускат Суперлигата и на 21 юни 2010 г. създават своя отделна асоциация – ПБЛ. Лигата подписва договор с РФБ за предаване на пълномощията за провеждане на шампионат на Русия за три години.
И в трите сезона шампион става ПБК ЦСКА Москва. Още от 2011 г. се водят преговори за обединение със северноевропейската Обединена ВТБ Лига. Обединението става факт след края на сезон 2012/13.